# Discographie de Bethlehem
Cette page présente la discographie détaillée du groupe de dark metal Bethlehem.

## Démos
- Demo 2 - Thy Pale dominion (1993, cassette, autoproduction)
- Demo 1(1992, cassette, autoproduction)

## Albums
- A sacrificial offering to the kingdom of Heaven in a cracked dog's ear (2009, Red Stream Inc)
- Mein Weg (2004, Red Stream Inc)
- Schatten aus der Alexander Welt (2001, Prophecy Productions)
- Sardonischer Untergang im Zeichen irreligiöser Darbietung (1998, Red Stream Inc)
- Dictius Te Necare (1996, Red Stream Inc)
- Dark Metal (1994, Adipocere Records)

## Vidéos
- Suicide Radio (2003, Red Stream Inc)
- Gepriesen sei der Untergang (1999, Red Stream Inc)
- Dark Metal (VHS Live) (1993, autoproduction)

## Singles, EP et splits
- Gestern Starb ich schon Heute (split avec Joyless, 2009)
- Suizidal-Ovipare Todessehnsucht (split avec Benighted in Sodom, 2009)
- Reflektionen aufs Sterben 2006 (2006, Red Stream Inc)
- Alles Tot (2005, Amortout)
- Split Bethlehem/Wraithen (2004, Morbid Wrath)
- Profane Fetmilch Lenzt Elf Krank (2000, Prophecy productions)
- Profane Fetmilch Lenzt Elf Krank (1999, Prophecy productions])
- Reflektionen aufs Sterben (1998, Red Stream Inc)
- Thy Pale Dominion (1993)

## Compilations et bandes originales
- Various Artists - To Live Is Ever To Be In Danger (1999, Red Stream)
- Gummo (Bande originale) (1998, New Line Productions)
- Deathophobia I -CD compilation (1993, Force Productions)